# Лин-Уотер
Лин-Уотер (англ. Lyne Water) — река в Великобритании, протекает в южной части Шотландии. Длина реки 30,5 км. Впадает в реку Туид по левому берегу.
Начинается на высоте 381 метр над уровнем моря (1250 футов) на Пентландских холмах в округе Скоттиш-Бордерс, юг Шотландии, Великобритания. Протекает через Вест-Линтон и Романнобридж и к западу от Пиблза впадает в Туид на высоте 213 м (700 футов). В 150 метрах от реки находится замок Дрочил.
Английское название реки «Lyne», впервые упоминающееся примерно в 1190 году как «Lyn», происходит от слова «lïnn», (имеющего бриттское происхождение) и означающего «бассейн».